# Eusebi de Dorilèon
Eusebi de Dorilèon (Eusebius, Eusebios Εὐσέβιος) fou un eclesiàstic romà d'Orient opositor de Nestori, nascut cap a la fi del segle iv. Com a laic va exercir a la cort de Constantinoble diversos oficis i va tenir el títol de Agens in rebus.
Nestori es va començar a oposar a l'aplicació del terme Θεοτόκος a la verge Maria i a la diferenciació entre la natura divina i la humana de Jesús insistint en el caràcter humà de Crist (diofisisme). El monjo Èutiques al contrari, proposava una sola naturalesa, la divina (monofisisme). Eusebi s'hi va oposar i va encapçalar l'oposició, com a partidari de les dues naturaleses, divina i humana.
Un dia en una església va acusar al seu rival Nestori de reviure les heretgies de Pau de Samòsata. Finalment va obtenir càrrecs eclesiàstics i va esdevenir al cap d'un temps bisbe de Dorilèon (Dorylaeum) a Frígia, a la vora del riu Thymbrins (afluent del Sangari) prop de la frontera de Bitínia, on va encapçalar els seguidors de la doctrina d'una doble naturalesa en Crist i la unitat de la seva persona divina i humana.
Èutiques, que defensava una posició contrària, fou advertit per Eusebi del seu suposat error però no el va poder convèncer i el va denunciar en un sínode dirigit per Flavi, bisbe de Constantinoble en el que Èutiques fou condemnat; però va apel·lar i poc després, al segon concili d'Efes el 449, presidit per Diòscor bisbe d'Alexandria i partidari d'Eutiques,on es van produir escenes de violència (inclosa la mort de Flavià de Constantinoble) que li van valer el renom de σύνοδος λῃστρική (Sínode del lladrocini); el concili va declarar la deposició d'Eusebi i no va confirmar les doctrines que defensava.
El Papa Lleó I, va convèncer l'emperador Marcià, que el 450 havia succeït a Teodosi II, per convocar un nou concili que es va fer a Calcedònia el 451, en el que Eusebi fou restaurat en la seva seu i les doctrines monofisites condemnades.
Va escriure:
- A Contesltaio adverusus Nestorium
- Libellus adversus Eutycheten Synodo Contantinopolitano oblatus
- Libellus adversus Dioscurum Synodo Chalcedonensi oblatus
- Epistola ad Marcianum Imperatorem